# 榎神社 (各務原市)
榎神社（えのきじんじゃ）は、岐阜県各務原市川島松倉町に鎮座する神社。
式内社の尾張国葉栗郡川嶋神社の論社の一つである。

## 概要
創建時期は不明。この地域の旧称は尾張国葉栗郡河沼郷西牛子といい、周辺の木曽川の島々（川島）の中心地であったという。平安時代には天台宗の寺院（後の長光寺）の鎮守社であったという。
白鬚大明神と称していたが、境内に榎の大木があったから、元文年間、大身旗本坪内氏により榎明神に改称、寛延年間に、後の川島村大字松倉字西牛子1979に移転する。明治元年（1868年）5月9日（現・6月28日）の風水害では境内が河川敷となってしまうなど、洪水の被害にあっている。
その後、鎮座地が木曽川の改修工事で新たな本流の底になるため、1907年（明治40年）4月30日に現在地に移転。
河跡湖公園に隣接しており、公園から境内に入ることも可能である。

## 祭神
- 猿田毘古神

## 境内社
- 神明神社
- 金毘羅神社

## その他
- 社殿には木像（坐像）がおさめられている。詳細不明の坐像だが、「川島山」（長光寺の山号）の文字がある[3]。
- 岐阜県神社庁では寛延年間創祀としている[6]。これは榎神社が移転した年に該当する。

## 交通アクセス

### 交通機関
- 各務原市ふれあいバス川島線「松倉公民館前」バス停下車、徒歩7分。
- 岐阜バス笠松川島線「松倉公民館前」バス停下車、徒歩7分。
- 名鉄バス「松倉口」バス停下車、徒歩7分